# Nightrage
I Nightrage sono un gruppo musicale melodic death metal greco/svedese, formatosi nel 2000 a Göteborg.

## Formazione

### Formazione attuale
- Ronnie Nyman (dal 2013) – voce
- Marios Iliopoulos (dal 2000) – chitarra elettrica
- Anders Hammer (dal 2008) – basso

### Ex componenti
- Tomas Lindberg – vocals
- Gus G. – guitar, vocals (on demos)
- Henric Karlsson – bass guitar
- Brice LeClercq – bass guitar
- Fotis Benardo – drums
- Alex Svenningson – drums
- Jimmie Strimell – vocals
- Johan Nunez - drums
- Olof Mörck - guitar
- Antony Hälämäilen - vocals

### Session members
- Per Möller Jensen – drums
- Tom S. Englund – clean vocals
- Mikael Stanne – clean vocals

### Touring members
- Nicholas Barker – drums
- Pierre Lysell – guitar
- Christian Münzner – guitar
- Constantine – guitar

## Discografia

### Demo
- 2001 - Demo
- 2002 - Demo 2
- 2001 - Demo 3

### Album in studio
- 2003 - Sweet Vengeance
- 2005 - Descent Into Chaos
- 2007 - A New Disease Is Born
- 2009 - Wearing a Martyr's Crown
- 2011 - Insidious
- 2015 - The Puritan
- 2017 - The Venomous
- 2019 - Wolf to Man

### Compilation
- 2010 - Vengeance Descending